# Обельна
Обельна (устар. Абельна) — река в России, протекает по Калужской, Орловской и Брянской областям. Правый приток Рессеты.

## География
Река Обельна берёт начало в районе посёлка Алехино Орловской области. Течёт на северо-запад по границе Брянской и Калужской областей. Далее течёт на север по территории Калужской области. Устье реки находится около платформы 46-й километр в 76 км от устья реки Рессета. Длина реки составляет 32 км, площадь водосборного бассейна — 215 км².

## Данные водного реестра
По данным государственного водного реестра России относится к Окскому бассейновому округу, водохозяйственный участок реки — Ока от города Белёв до города Калуга, без рек Упа и Угра, речной подбассейн реки — бассейны притоков Оки до впадения Мокши. Речной бассейн реки — Ока.
Код объекта в государственном водном реестре — 09010100512110000019869.